# 로마 시민권
로마 시민권(-市民權)은 고대 로마 시민에게 주어진 여러 권리이다. 여성에게는 시민권이 없었으며 로마의 충성하는 외국인이나 10년간의 노예 생활을 한 노예는 자유민 자격을 주었고 그 자식에게 시민권이 주어졌다. 사도 바울도 로마 시민권을 가진 귀족 출신이었다.

## 권리
로마 시민이 누릴 수 있는 권리는 시대마다, 또 출생 장소와 국가에의 복무에 따라 달랐다. 또한 내국민에 대한 분류에 따라 로마법 하에서 달랐다. 여러 법적 계급들은 각 개인이 누릴 수 있는 법적 권리들로 규정되었다. 로마법에서 부여된 시민들의 권리는 다음과 같다:

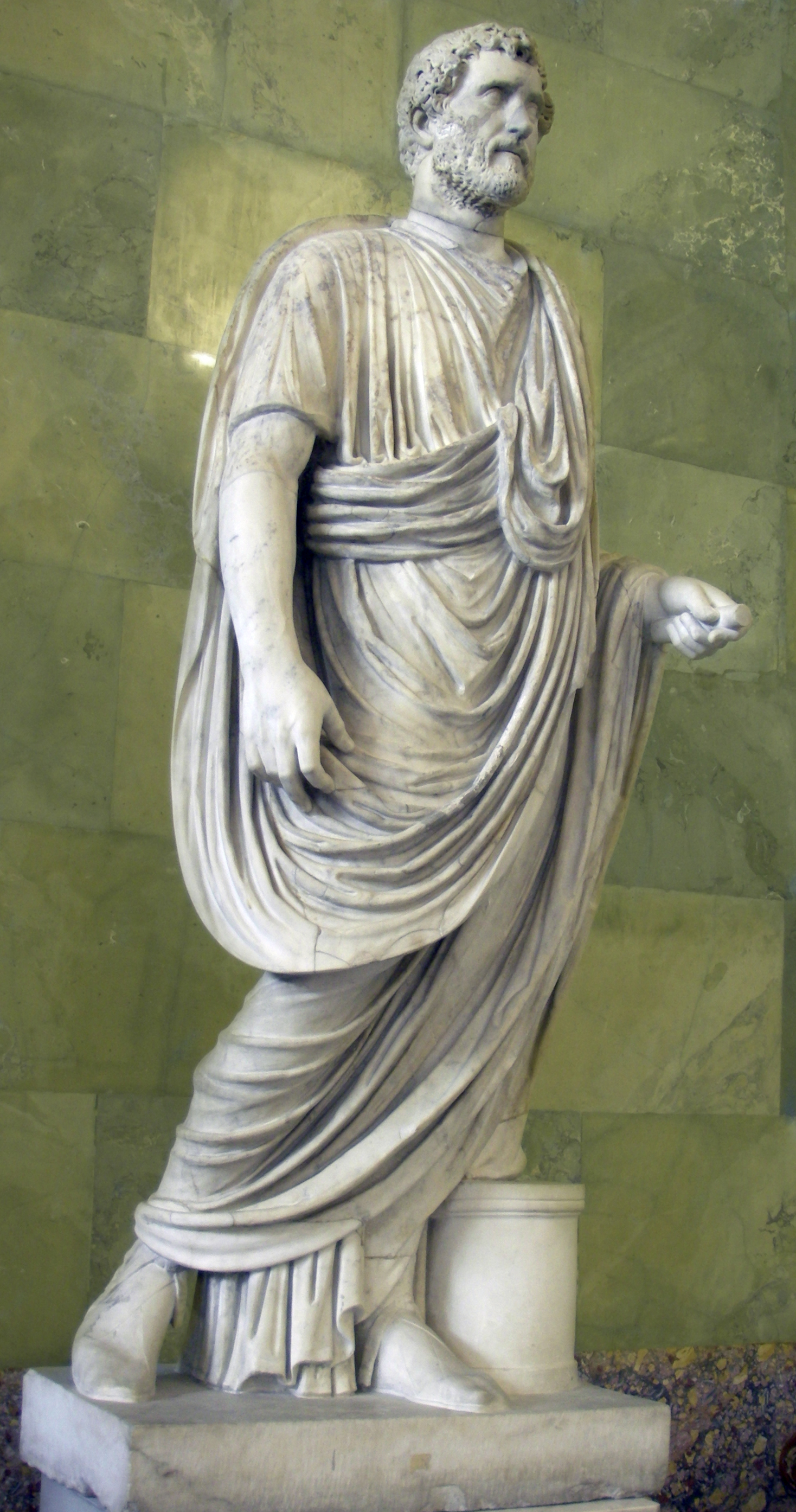
토가는 로마 남성 시민의 상징적인 의상이었다. 황제들의 동상은 (예, 안토니누스 피우스) 종종 '토가 착용(togatus)' 모습이다.

- 투표권리(라틴어: Jus suffragiorum 유스 수프라지오룸[*]): 로마 의회에서 투표할 수 있는 권리.
- 명예권리(라틴어: Jus honorum 유스 호노룸[*]): 시민권 관련 또는 공적 직무에 나아갈 수 있는 권리.
- 사업권리(라틴어: Jus commercii 유스 콤메르시[*]): 로마 시민으로서 법적 계약들을 체결할 수 있고, 자산을 소유할 수 있는 권리.
- 만민권리(라틴어: Jus gentium 유스 젠티움[*]): 로마의 국제적 업무가 늘어나면서 로마 시민들과 외국인 간의 상황들을 다루게 되면서, 기원전 3세기 로마법에 생겨난 법적 인정권. 그래서 '만민법'에 따르는 '만민권리'는 당대의 국제법을 로마화한 것으로, 그리스 도시국가들과 해상 무역 국가들의 고도로 발달되고 널리 수용된 교역법에 근거하고 있다. '만민권리'로 받은 권리들은 모든 인간이 지닌 것으로 여겨졌으므로, 시민권에 따른 권리라기보다는 인권의 개념이다.
- 결혼권리(라틴어: Jus connubii 유스 콘누비[*]): 로마시민과 합법적으로 결혼하여, 그 가족의 로마가부장의 법적 권리를 갖고, 그 결혼으로 낳은 자녀가 로마 시민으로 계수되게 할 수 있는 권리.
- 이주권리(라틴어: Jus migrationis 유스 미그라티오니스[*]): '상급' 수준의 주 도시(폴리스)로 이주하면서 시민권의 수준을 보존할 수 있는 권리. 예로, '로마 시민'의 구성원들은 법률상 모든 권리를 가진 로마 식민지로 이동할 때, 자신의 모든 '시민권'을 유지하였다. '중인(자유인, Latins)'도 이 권리를 가졌고, 다른 '중급' 수준의 라틴 국가나 라틴 식민지(Latina colonia)로 이주할 때, 자신들의 '중인 권리(자유권리)'을 유지하였다. 법적으로 더 낮은 지위의 식민지로 이주해야만 했을 때, 이 권리는 자신의 시민권의 수준을 보존하지 않았다. 중급 식민지인 '라틴 식민지(Latina colona)'로 이주하는 정식 로마 시민권자는 '중인 권리(자유권리)'의 수준으로 낮아졌고, 그러한 이주와 지위 하락은 자발적인 행위여야만 했다.

로마시민의 몇가지 면세와 법적, 특별히 지방 법규의 처벌 면책 내용
- 재판정에서 기소하거나 기소 당할 수 있는 권리.
- 사실 심리를 할(재판정에 나타나 자신을 변호할) 수 있는 권리.
- 판사의 판결에 항소하여 하급심의 판결에 항소할 수 있는 권리.
- 로마 시민을 고문하거나 채찍질할 수 없었고, 반역죄 경우를 제외하고 사형 선고를 할 수 없었다.
- 반역의 혐의가 있으면, 로마 시민은 로마에서 심리를 받아야 했고, 사형 선고를 받더라도 십자가형 형벌을 받지 않았다.

로마 시민권은 로마 군대에 등재되어야 했으나, 이것은 때로 무시되었다. 시민권자가 아닌 페레그리누스 신분 사람들은 보조군에 합류해서 복무한 다음 시민권을 얻기도 했다.

## 같이 보기
- 라틴 시민권